# シュパイアー

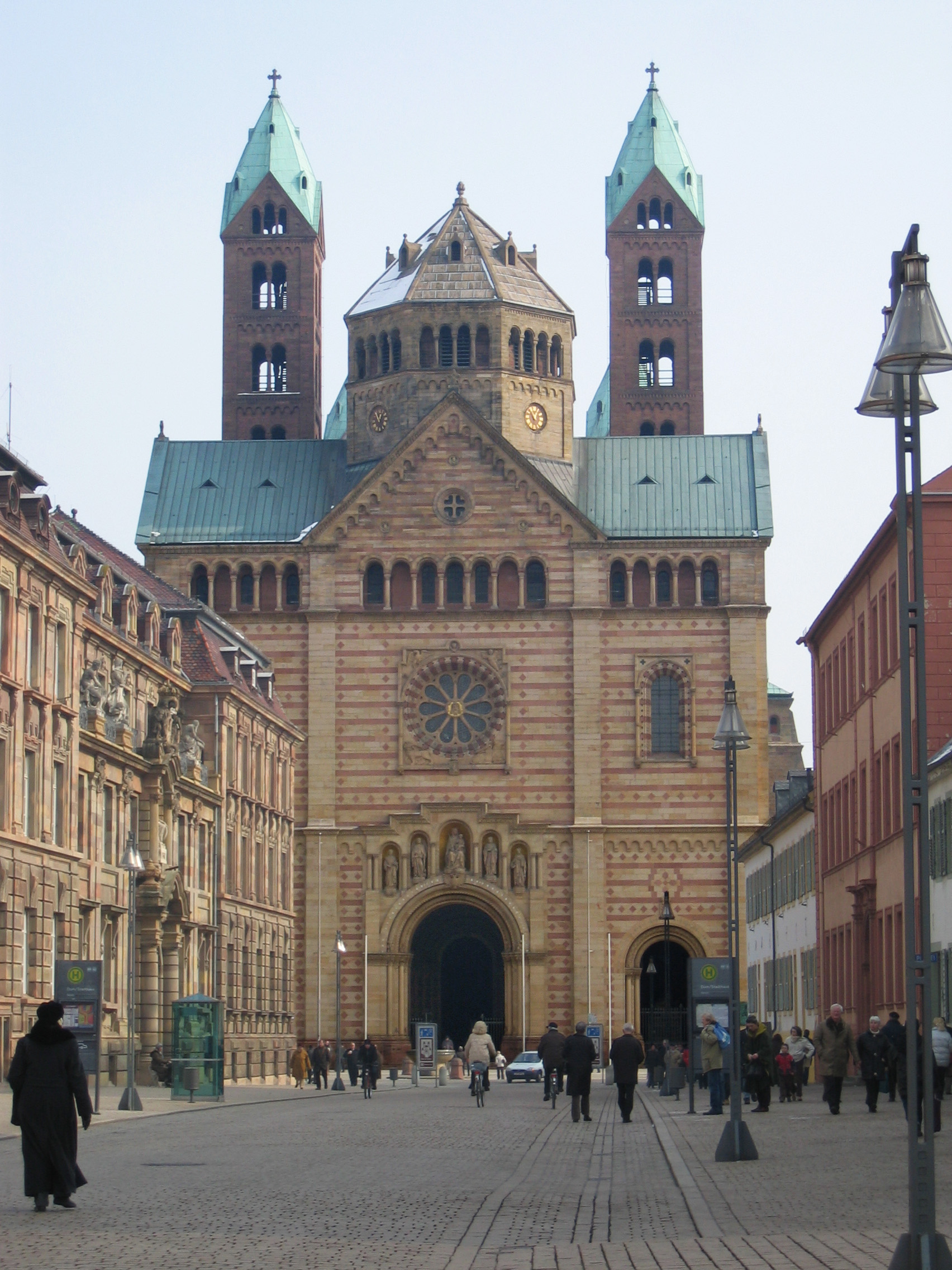
シュパイアー大聖堂

シュパイアー（標準ドイツ語: Speyer、アレマン語: Spayre（シュパイレ））は、ドイツ中南部の都市。ラインラント＝プファルツ州南東部に属する。街の人口は約5万人（2021年）である。ローマ帝国時代に建設された。かつては舞台ドイツ語の発音に基づいてシュパイエルと呼ばれた。シュパイヤーの表記も用いられる。

## 地勢
フランケン地方西北部のライン川の左岸に位置している。近隣の都市としては、約15キロ北東にハイデルベルク、20キロ北にマンハイム、35キロ南にカールスルーエが位置している。また、かつてアレマン人の定住地域が南部付近にあった。
住民構成は南の高地ドイツ語のうち上部ドイツ語に属する南フランケン語（上部フランケン語）や、北の中部ドイツ語に属するクーアプファルツ語（プファルツ語）を境界線として使用するフランケン人が大部分を占める。

## 歴史
最初この地に集落を形成したのはケルト人で、Noviomagus（「新しい平野」）と呼ばれた。紀元前70年頃 ゲルマン民族 の一部族によって占拠され、その部族名に因んで Civitas Nemetum と呼ばれるようになるが、まもなくローマの支配下に置かれ、軍の駐屯地となった。5世紀にローマの都市は破壊され、フランク族が居住するようになり、6世紀には今日の地名の元となる Spira と記されるようになった。
4世紀には司教座が置かれていた。1030年には、当時の神聖ローマ皇帝であるコンラート2世によって、シュパイアー大聖堂（シュパイエル大聖堂）の建設が始められた。 10世紀末から ザーリアー朝王家埋葬地の大聖堂建設と司教座所在地として発展し、16世紀半ばまで頻繁に宮廷会議や帝国会議がこの地で開催され、1527年以降は帝室裁判所が設置された。1084年 マインツから逃れてきたユダヤ人がこの地に居住し、1090年 ハインリヒ4世により特権を賦与された。第1回十字軍に関連して各地で発生したユダヤ人に対する暴力行為はこの地でも見られた。1348年のペストを契機に荒れ狂ったユダヤ人迫害の波はこの地にも及び、1435年にはユダヤ人が追放された。 1111年市はハインリヒ5世により各種の税を免除され、「いかなる権力保持者もシュパイヤの貨幣を市民の同意なくして軽くしたり、あるいは劣悪にしてはならない」と市の貨幣価値が保証された。ハインリヒ6世によっては、自由選挙によって選ばれる12人によって構成される参事会が承認された。「市長」が登場するのは、 1230年の都市法が初めてである。1381年 には、すでに市が加盟していたライン都市同盟とシュヴァーメン都市同盟がこの地で一つの軍事同盟に合体した。13世紀末、神聖ローマ帝国内の自由都市となった。
13世紀半ば以降、市と司教の対立が激しくなり、1294年司教は市側の諸要求に屈し、本拠地を市外に移さざるをえなくなった。以後数度にわたり（1376,1403/22,1466/70年）、司教は市への復帰を試みたがいずれも失敗に終わっている。一方、この抗争によって市の力も衰えていった。市の内部では、13のツンフトが都市貴族と数十年にわたり争ったあと、1349年 都市貴族を参事会から追放するのに成功した。市場開設は10世紀に遡るが、1245年にフリードリヒ2世により14日にわたる市場開設の権利を認められている。もっとも、遠隔地貿易商人は10世紀半ばから存在し、ワイン、木材、あかね染料、玉葱の種などを扱ったが、シュパイアーの毛織物は14世紀 /15世紀 ガンやヴィスマル（Wismar）にも広まっていた。メッスとともにシュパイアーは重要な金融業の中心地であった。中世末期、市壁内の面積は、84,9ha、人口は6000人と7000人の間であった。
宗教改革に際しては、1526年にこの地で帝国議会が開催された（第1回シュパイアー帝国議会）。結論はルター派に有利なもので、事実上各領邦に宗派の選択権を認めていた。ここに領邦教会体制の起源をみることもできる。しかし、1529年に開かれた第2回シュパイアー帝国議会では、こうした諸権利が再び否定され、新教派諸侯の猛抗議を招いた。これがプロテスタントという語の起源とされる。
1688年から1689年にかけて起こったプファルツ継承戦争で、街はほぼ完全に破壊された。街の復興は1698年頃から始まった。フランス革命からナポレオン戦争の時期は、フランスの支配下に置かれた。19世紀前半、バイエルン王国の支配下に入った。第二次世界大戦後、ラインラント＝プファルツ州の一部となり現在へと至る。
16世紀のシュパイアーの渡し守に関する伝説が残されている。1530年7月のこと、「渡し守が新しい船で姿のみえない大勢の修道士を運んだ。向こう岸に着いたあと船はひとりでにシュパイエルに戻り、渡し守はどのようにして家に帰ったのか記憶がなかったといわれる」。

## 文化
シュパイアー大聖堂は、ロマネスク建築の代表的な聖堂である。建設を始めた皇帝コンラート2世らが埋葬されている。また、ユネスコの世界遺産に登録されている。
行政専門の大学院であるシュパイアー行政大学院の所在地でもある。

### 特筆事項
- シュパイアーのワイン（英語版） ‐ 1867年にドイツ中南部の都市シュパイアーの古代ローマの墓から発見された西暦325年頃のもので、最古級のワインボトル[9]。

### ユダヤ人コミュニティ遺跡群
シュパイアー、ヴォルムスとマインツのユダヤ人コミュニティ遺跡群は2021年に世界遺産に登録された。シュパイアー市内からはシュパイアーのユダヤ人裁判所の1か所が登録されている。

#### 登録基準
この世界遺産は世界遺産登録基準のうち、以下の条件を満たし、登録された（以下の基準は世界遺産センター公表の登録基準からの翻訳、引用である）。
- (2) ある期間を通じてまたはある文化圏において、建築、技術、記念碑的芸術、都市計画、景観デザインの発展に関し、人類の価値の重要な交流を示すもの。
- (3) 現存するまたは消滅した文化的伝統または文明の、唯一のまたは少なくとも稀な証拠。
- (6) 顕著で普遍的な意義を有する出来事、現存する伝統、思想、信仰または芸術的、文学的作品と直接にまたは明白に関連するもの（この基準は他の基準と組み合わせて用いるのが望ましいと世界遺産委員会は考えている）。

## 姉妹都市
- グニェズノ、ポーランド
- クルスク、ロシア
- シャルトル、フランス
- スポルディング、イギリス
- トンスベルグ、ノルウェー
- ヤブネ、イスラエル
- ラヴェンナ、イタリア
- ルシジ、ルワンダ
- 寧徳市、中国

## 出身有名人
- ラース・シュティンドル - プロサッカー選手
- ゼバスティアン・ラングカンプ - プロサッカー選手
- エルンスト・ボーデンゾーン - 音楽家
- フォルカー・シュトラウス - レコーディング・エンジニア